# Konsumentförbundet
Konsumentförbundet (till 2009 Finlands konsumentförbund), är en finländsk intresseorganisation för konsumenterna.
Organisationen, som har sitt säte i Helsingfors, grundades 1990 i stället för en 1957 grundad sammanslutning med samma namn. Organisationens syfte är att främja principerna för rättvisa och måttlighet i konsumtionen, främja miljöskyddet samt uppmuntra konsumenterna att aktivt verka för sina intressen. Förbundet bedriver lokal och regional konsumentverksamhet, utbildar konsumenter, producerar och sprider information samt samarbetar såväl nationellt som internationellt med andra organisationer. Till förbundet hör 64 lokala och regionala konsumentföreningar samt elva riksorganisationer, bland dem Akava och Tjänstemannaunionen (2009). Organisationen utgav tidskriften Kuluttajauutiset 1993–2005 och därefter Kuluttajan Nappo.